# كوداما جينتارو
كوداما جينتارو (باليابانية: 兒玉 源太郎) (مواليد 16 مارس 1852 – وفيات 23 يوليو 1906) جنرال في الجيش الإمبراطوري الياباني ووزير في الحكومة خلال فترة الإمبراطور ميجي. كان له دور فعال في تأسيس الجيش الإمبراطوري الياباني الحديث.

## النشأة
ولد كوداما في 16 مارس 1852، في توكوياما، تسونو، مقاطعة سوتش. الابن الأول للساموراي كوداما هانكورو. كان والده ساموراي متوسط الرتبة ويملك 100 كوكو من الأراضي. في ذلك الوقت، كان لدى عائلة كوداما ابنتان، هيساكو ثم نوبوكو، وبما أن كوداما كان أول فرد من أفراد الأسرة، فقد حظيت ولادته بتقدير كبير من قبل جميع أفراد الأسرة. عندما ولد كوداما، كان والده هانكورو في منزل صديقه شيمادا ميتسون، وهو باحث في الشعر الصيني، كان يعيش عبر الشارع وكان يستمتع بالشعر مع أربعة أو خمسة أشخاص آخرين. عندما وصل أحد أفراد الأسرة على عجل للإعلان عن ولادة ابن، شعر هانكورو بسعادة غامرة وهرع إلى المنزل مباشرة لرفع نخب.

## سيرته العسكرية
بدأ كوداما مسيرته العسكرية بالقتال في حرب بوشين من أجل استعادة عرش ميجي ضد قوات شوغونية توكوغاوا في عام 1868. تم تعيينه ضابط غير مفوض في 2 يونيو 1870، ورُقيَّ إلى رتبة رقيب أول في 10 ديسمبر، ثم تم ترقيته إلى رتبة ضابط صف في 15 أبريل 1871. تم تكليفه ملازم ثاني في 6 أغسطس وتمت ترقيته إلى ملازم أول في 21 سبتمبر. تمت ترقيته إلى رتبة نقيب في 25 يوليو 1872 وإلى رائد في 19 أكتوبر 1874.
كجندي في الجيش الإمبراطوري الياباني الوليد، شهد القتال أثناء قمع تمرد ساتسوما. التحق لاحقًا بمدرسة أوساكا هيغاكوريو للتدريب العسكري. تبع ذلك ترقيات متتالية وسريعة كالتالي: مقدم في 30 أبريل 1880، وعقيد في 6 فبراير 1883، ولواء في 24 أغسطس 1889.
تم تعيين كوداما رئيسًا لكلية أركان الجيش، حيث عمل مع الرائد الألماني جاكوب ميكل لإعادة تنظيم الجيش الياباني الحديث بعد الجيش البروسي.
ذهب كوداما لدراسة العلوم العسكرية كملحق عسكري لألمانيا. وبعد عودته إلى اليابان تم تعيينه نائباً لوزير الحرب عام 1892.
بعد خدمته في الحرب الصينية اليابانية، أصبح كوداما الحاكم العام لتايوان. خلال فترة ولايته فعل الكثير لتحسين البنية التحتية لتايوان وللتخفيف من الظروف المعيشية للسكان. تمت ترقيته إلى رتبة فريق في 14 أكتوبر 1896. بعد أن أثبت نفسه كمسؤول ممتاز، أمضى كوداما العقد التالي في العمل كوزير للجيش في عهد رئيس الوزراء إيتو هيروبومي. احتفظ كوداما بالمنصب وتولى منصبي وزير الشؤون الداخلية والتعليم في ظل رئيس الوزراء التالي كاتسورا تارو.
في 6 يونيو 1904، تمت ترقية كوداما إلى رتبة جنرال. ومع ذلك، طلب منه المشير أوياما إيواو أن يكون رئيس الأركان العامة للجيش المنشوري خلال الحرب الروسية اليابانية. كان ذلك بمثابة تخفيض له من حيث الرتبة، لكنه اختار مع ذلك تولي المنصب؛ أثارت التضحية الكثير من الترحيب العام. طوال الحرب الروسية اليابانية، قاد استراتيجية الحملة بأكملها، كما فعل الجنرال كاواكامي سوروكو في الحرب الصينية اليابانية الأولى قبل عشر سنوات. مؤرخ ما بعد الحرب شيبا ريوتارو يمنحه الفضل الكامل في انتصار اليابان في حصار بورت آرثر، لكن لا يوجد دليل تاريخي على ذلك، وقد التزم كوداما الصمت بشأن دوره في المعركة. بعد الحرب، تم تعيينه رئيسًا للأركان العامة للجيش الإمبراطوري الياباني لكنه توفي بعد ذلك بوقت قصير.
صعد كوداما إلى الألقاب دانشاكو (بارون) وشيشاكو (فيكونت) في ظل نظام كازوكو للنبلاء سريعاً، واعتبرت وفاته في عام 1906 إثر نزيف دماغي كارثة وطنية.

## إرثه

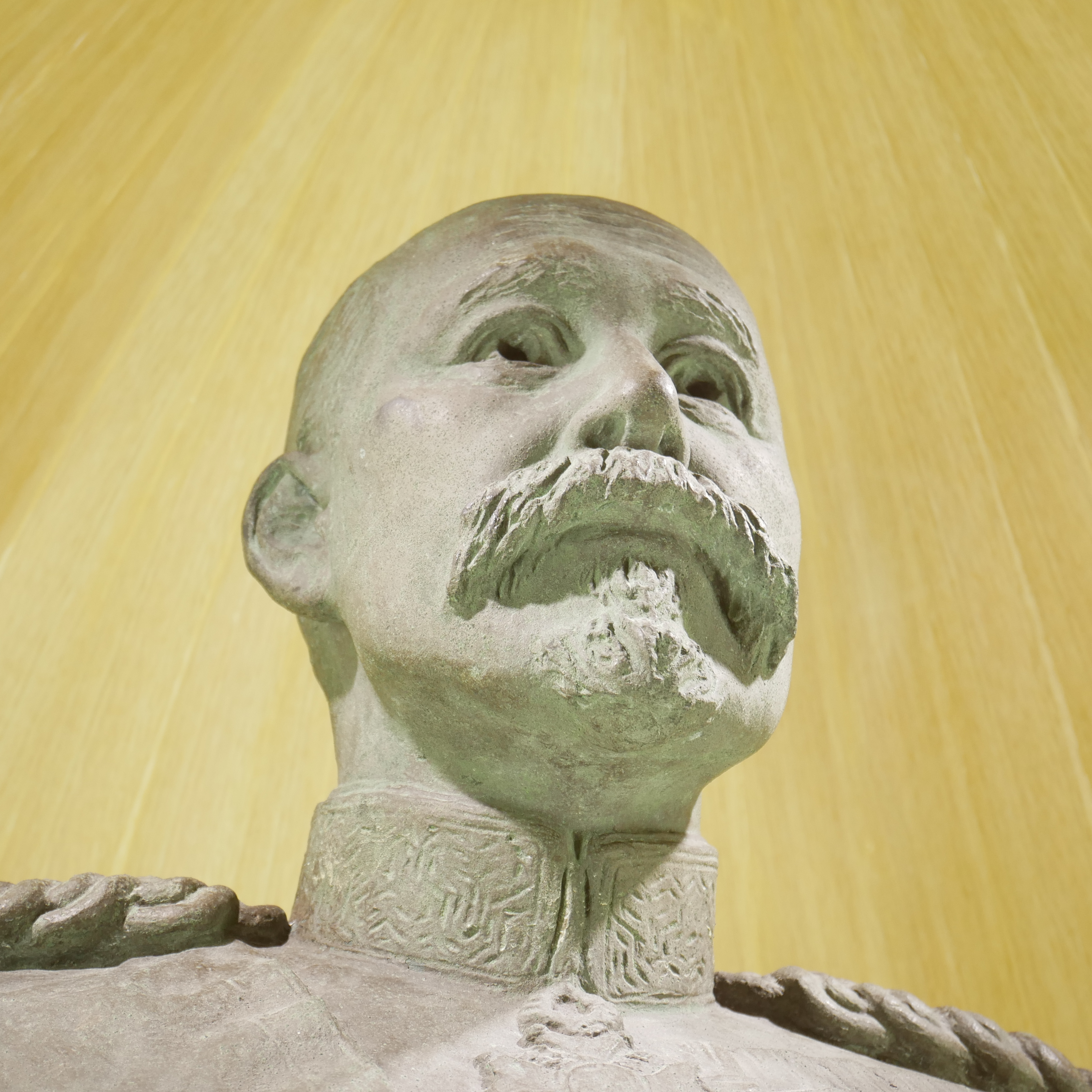
تمثال من البرونز لكوداما جينتارو

بعد التماس من هيديو نجل كوداما، رفع إمبراطور ميجي هيديو إلى لقب هاكوشاكو (أحد ألقاب نظام كازوكو، يعادل كونت). تلقى كوداما لاحقًا الشرف المطلق برفعه إلى صفوف شنتو كامي. لا تزال المزارات التي تخلد ذكرات موجودة في مسقط رأسه في شونان بمحافظة ياماغوتشي وفي موقع منزله الصيفي في إنوشيما فوجيساوا، محافظة كاناغاوا.

## تكريم

### ألقاب النبلاء
- بارون (20 أغسطس 1895)
- فيكونت (11 أبريل 1906)

### ترقيات
- المرتبة السابعة الأولى (مارس 1874)
- المرتبة السادسة الأولى (28 مايو 1880)
- المرتبة الخامسة (18 أبريل 1883)
- المرتبة الرابعة (27 سبتمبر 1889)
- المرتبة الرابعة الأولى (26 أكتوبر 1894)
- المرتبة الثالثة (8 مارس 1898)
- المرتبة الثالثة الأولى (20 أبريل 1901)
- المرتبة الثانية (23 أبريل 1906)
- المرتبة الثانية الأولى (23 يوليو 1906؛ بعد وفاته)

### أوسمة

#### اليابانية
- غراند كوردون وسام الكنز المقدس (27 ديسمبر 1899؛ الدرجة الثانية: 26 ديسمبر 1894)
- جراند كوردون من وسام الشمس المشرقة (27 فبراير 1902؛ الدرجة الثانية: 20 أغسطس 1895؛ الدرجة الثالثة: 7 أبريل 1885؛ الدرجة الرابعة: 31 يناير 1878)
- جراند كوردون من وسام الشمس المشرقة مع زهور بولونيا (1 أبريل 1906)
- جراند كوردون من وسام الطائرة الورقية الذهبية (١ أبريل 1906؛ الدرجة الثالثة: 20 أغسطس 1895)

#### أجنبية
- الإمبراطورية الروسية: الدرجة الأولى من وسام ستانيسلاوس (12 سبتمبر 1892)
- فرنسا: وسام جوقة الشرف (14 اكتوبر 1895)
- الإمبراطورية الألمانية: وسام النسر الأحمر (13 يوليو 1906)
  -  مملكة بافاريا: وسام الإستحقاق العسكري (12 سبتمبر 1892)

## في الأفلام
صور الممثل تيتسورو تامبا جينتارو في فيلم دراما الحرب اليابانية عام 1980 معركة بورت آرثر (التي يشار إليها أحيانًا باسم 203 كوتشي). من إخراج توشيو ماسودا، صور الفيلم حصار بورت آرثر خلال الحرب الروسية اليابانية وقام ببطولته تامبا في دور جنرال جينتارو، وتاتسويا ناكاداي في دور الجنرال نوغي ماريسوكي وتوشيرو ميفوني في دور الإمبراطور ميجي.

## إشارات
1. ↑  Ogawa، Noboru؛ 小川宣 (2006). Shūnan fudoki. Bungeisha. ص. 133. ISBN:4-286-01631-5. OCLC:375192338. مؤرشف من الأصل في 2022-12-11.
2. 1 2  Encyclopedia of Military Biography
3. ↑  Harries, Soldiers of the Sun
4. ↑  Chisholm, Hugh, ed. (1911). "Kodama, Gentaro, Count" . Encyclopædia Britannica (بالإنجليزية) (11th ed.). Cambridge University Press.
5. ↑  Ching, Becoming Japanese
6. 1 2  Chisholm, Hugh, ed. (1911). "Kodama, Gentaro, Count" . Encyclopædia Britannica (بالإنجليزية) (11th ed.). Cambridge University Press.Chisholm, Hugh, ed. (1911). "Kodama, Gentaro, Count" . Encyclopædia Britannica. Vol. 15 (11th ed.). Cambridge University Press. p. 885.
7. ↑  Connaughton, Rising Sun and Tumbling Bear
8. ↑  The Battle of Port Arthur (203 Koshi) in the Internet Movie Database